# 魚遵
鱼遵（?—357年），前秦的大臣。
苻健病逝前立苻生為王，遗命鱼遵、雷弱儿、毛贵等辅政。封广宁公。大秦壽光三年（357年）夏天，苻生夢到大鱼食蒲，又聽說长安有歌謠曰：“东海大鱼化为龙，男皆为王女为公”。下令董荣以二千禁兵，包围鱼府，将鱼遵與其七子十孙皆斬殺。金紫光祿大夫牛夷懼不免禍，求为荆州，帝不許，回家後饮药自尽死。